# 爸爸出差時
《爸爸出差時》（塞爾維亞-克羅埃西亞語拉丁字母：, ）是1985年由艾米爾·庫斯杜力卡執導的南斯拉夫電影，並於第38屆坎城影展獲得最高榮譽金棕櫚獎。

## 劇情
1950年，南斯拉夫共產黨政權與蘇聯關係交惡，彼時南斯拉夫境內實行高壓思想統治，小男孩米力克的父親米薩無意間被外遇對象構陷，而被送到礦場勞改，大人們為了隱瞞事實而告訴小孩子說爸爸去出差；少了父親陪伴的米力克開始晚上會夢遊。而後來媽媽為了讓家人團聚而舉家搬遷至礦廠旁邊，辛苦過日子；然而米薩仍不安於室，多次藉由到外地採買東西而偷腥，使得家庭又瀕臨破碎的邊緣。

## 獎項
- 第38屆坎城影展:金棕櫚獎、費比西影評人獎
- 奧斯卡最佳外語片獎提名[2]

## 外部連結
- 互联网电影数据库（IMDb）上《爸爸出差時》的资料（英文）
- AllMovie上《爸爸出差時》的资料（英文）
- 豆瓣电影上《爸爸出差時》的資料 （简体中文）